# Tayloria orthodonta
Tayloria orthodonta là một loài rêu trong họ Splachnaceae. Loài này được (P. Beauv.) Wijk & Margad. mô tả khoa học đầu tiên năm 1968.